# Erythronium pusaterii
Erythronium pusaterii là một loài thực vật có hoa trong họ Liliaceae. Loài này được (Munz & J.T.Howell) Shevock, Bartel & G.A.Allen miêu tả khoa học đầu tiên năm 1990.